# Counter-Strike
Cet article concerne la série de jeux vidéo. Pour le premier jeu vidéo de la série, voir Counter-Strike (jeu vidéo).
 (novembre 2019).
Si vous disposez d'ouvrages ou d'articles de référence ou si vous connaissez des sites web de qualité traitant du thème abordé ici, merci de compléter l'article en donnant les références utiles à sa vérifiabilité et en les liant à la section « Notes et références ».
Counter-Strike (CS) est une série de jeux vidéo de tir à la première personne dans lesquels deux équipes s'affrontent pour perpétrer ou empêcher un acte terroriste (attentat à la bombe, prise d'otage, etc.).
La série est nommée d'après le premier jeu de la série, Counter-Strike (2000), qui est initialement publié comme mod pour le jeu vidéo Half-Life (1998) et conçu par Minh Le et Jess Cliffe avant que les droits du jeu ne soient acquis par Valve, développeur de Half-Life.
Ce premier opus est suivi par plusieurs autres jeux : Counter-Strike Neo (2003), Counter-Strike: Condition Zero (2004), Counter-Strike: Source (2004), Counter-Strike Online (2008), Counter-Strike: Global Offensive (2012) et Counter-Strike 2 (2023).
| 2000 | Counter-Strike                   |
| 2001 |                                  |
| 2002 |                                  |
| 2003 | Counter-Strike Neo               |
| 2004 | Counter-Strike: Condition Zero   |
| 2004 | Counter-Strike: Source           |
| 2005 |                                  |
| 2006 |                                  |
| 2007 |                                  |
| 2008 | Counter-Strike Online            |
| 2009 |                                  |
| 2010 |                                  |
| 2011 |                                  |
| 2012 | Counter-Strike: Global Offensive |
| 2013 |                                  |
| 2014 |                                  |
| 2015 |                                  |
| 2016 |                                  |
| 2017 |                                  |
| 2018 |                                  |
| 2019 |                                  |
| 2020 |                                  |
| 2021 |                                  |
| 2022 |                                  |
| 2023 | Counter-Strike 2                 |